# Klaus Peter Söllner

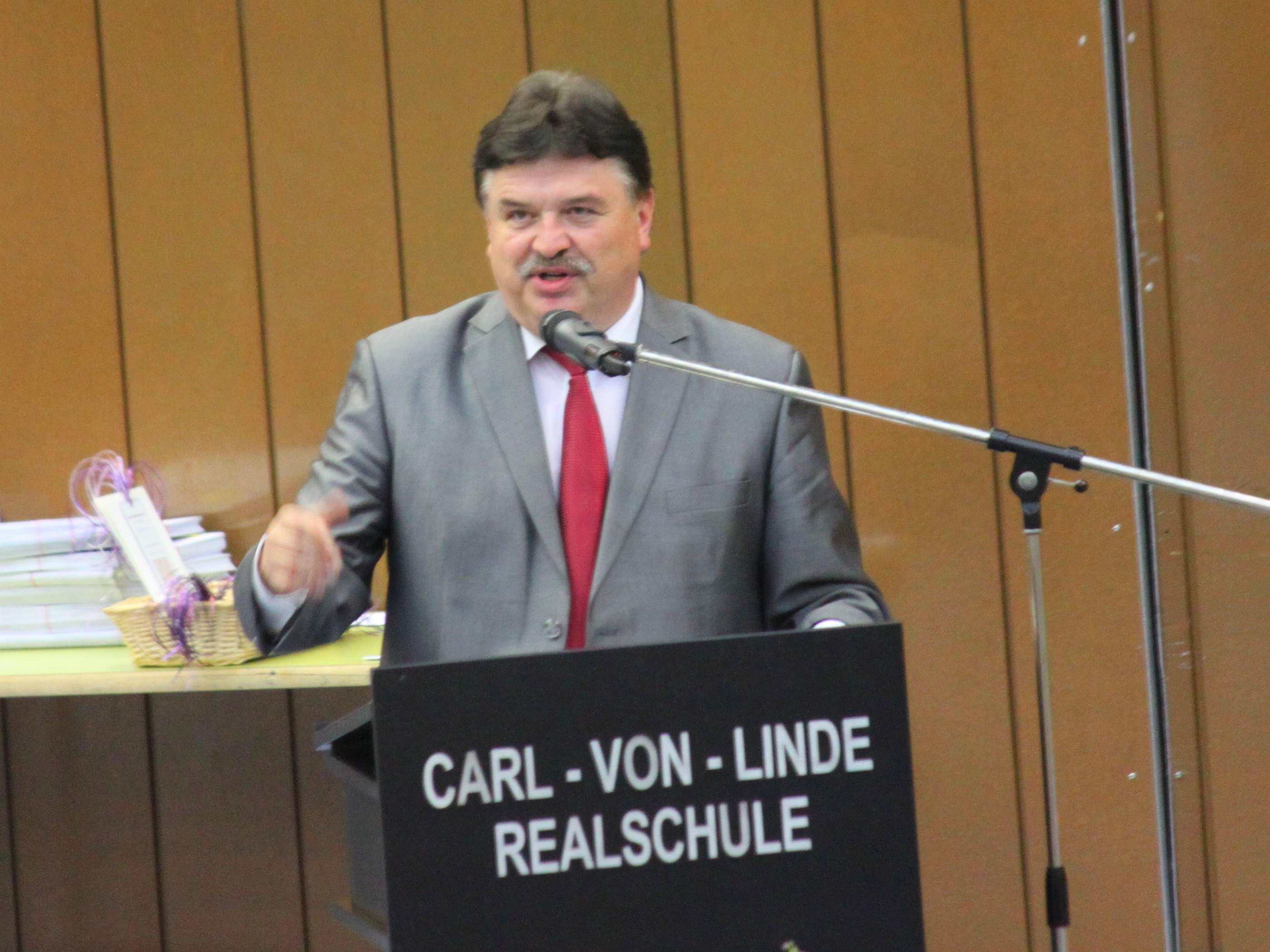
Klaus Peter Söllner (2013)

Klaus Peter Söllner (* 6. September 1956 in Stadtsteinach) ist ein deutscher Politiker der Freien Wähler (FW) und seit dem 1. Mai 1996 Landrat des Landkreises Kulmbach.
Söllner besuchte die Volksschule Stadtsteinach und das Markgraf-Georg-Friedrich-Gymnasium Kulmbach. Dort machte er 1975 sein Abitur. Im Anschluss studierte er Rechtswissenschaften in Erlangen. Seine Referendarzeit absolvierte er am Oberlandesgericht Bamberg. 1983 bestand er seine zweite juristische Staatsprüfung.
Von 1983 bis 1985 war Söllner bei der Regierung von Oberfranken tätig. Danach arbeitete er von 1985 bis 1987 im Landratsamt Wunsiedel im Fichtelgebirge. Söllner kehrte nun wieder zur Regierung von Oberfranken zurück und fungierte erst von 1987 bis 1990 als Leiter des Sachgebietes Öffentlichkeitsarbeit und von 1990 bis 1996 als Leiter des Sachgebietes Organisation.
Daneben bekleidete er von 1990 bis 1996 das Amt des Ersten Bürgermeisters von Stadtsteinach. Von dort wechselte er, nachdem er bei den Kommunalwahlen 1996 in einer Stichwahl 63,24 % der Stimmen erhielt, auf den Posten des Landrats des Landkreises Kulmbach. In den Jahren 2002, 2008, 2014 und 2020 wurde Söllner jeweils im ersten Wahlgang im Amt bestätigt.
2021 erhielt er den Bayerischen Verdienstorden.